# Nalaďte se na DVB-T2 (televizní stanice)
Nalaďte se na DVB-T2 byla česká televizní stanice, která informovala diváky na přechod na nový vysílací standard DVB-T2.

## Vysílání
Licenci na vysílání získala 23. července 2019. Oficiální vysílání započalo 3. září 2019. Stanice informovala diváky na přechod na nový standard DVB-T2. Vysílala v Regionální síti 8. Televizní stanici doplňovala HbbTV aplikace. Po stisknutí červeného tlačítka se objevily další podrobnosti o DVB-T2, reportáže s Janem Tunou, praktické video nastavení set-top boxu, harmonogram vypínání DVB-T a spuštění DVB-T2, technické informace o certifikovaných přijímačích a set-top boxech a seznam proškolených servisních firem.